# Radio Free Europe (canción)
«Radio Free Europe» es una canción de la banda estadounidense R.E.M., publicada en su álbum debut de 1983 Murmur. La canción fue lanzada como el primer sencillo de este álbum. Tuvo una favorable recepción del público y la crítica, convirtiéndose en la primera incursión de la banda en la lista del Billboard Hot 100. Llegó al puesto 379 en las 500 mejores canciones de Rolling Stone. El sencillo fue distribuido por la discográfica Hib-Tune, como su único material, ya que cerraría pronto después y sería relanzada por I.R.S. Records, con sólo mil copias producidas. A pesar de las críticas de los propios miembros del grupo, con Peter Buck, guitarrista de R.E.M., diciendo que la canción "parecía masterizada por un sordo", la canción hizo que los grandes sellos discográficos se interesaran en ellos, y así iniciaron una exitosa etapa con I.R.S. Records. 

## Canciones

### Versión de Hib-Tone (lanzada en 1981)
1. «Radio Free Europe»
2. «Sitting Still»

### Versión de I.R.S. Records (lanzada en 1983)
1. «Radio Free Europe»
2. «There She Goes Again»

- Datos: Q2551462